# Polska Liga Hokejowa (2011/2012)
14. sezon Polskiej Ligi Hokejowej był rozgrywany na przełomie 2011 i 2012 roku. Był to 56. edycja rozgrywek o mistrzostwo Polski w hokeju na lodzie.
Złoty Kij za sezon otrzymał Kamil Kosowski (JKH).

## Uczestnicy rozgrywek

### Stan po sezonie 2010/11
Po zakończeniu sezonu 2010/2011 ustalona została ostateczna kolejność w rozgrywkach. Tytuł mistrza Polski wywalczyła drużyna Cracovii. Z I ligi awans uzyskał zespół Nesta Toruń. Ponadto po rozegraniu meczów barażowych udział w rozgrywkach nowego sezonu zapewniła sobie drużyna KTH Krynica.
|    | Ekstraliga PLH po sezonie 2010/2011            |
| -- | ---------------------------------------------- |
| 1  | Cracovia – mistrz Polski                       |
| 2  | GKS Tychy                                      |
| 3  | Unia Oświęcim                                  |
| 4  | JKH GKS Jastrzębie                             |
| 5  | MMKS Podhale Nowy Targ                         |
| 6  | KH Sanok – zdobywca Pucharu Polski             |
| 7  | Stoczniowiec Gdańsk                            |
| 8  | Zagłębie Sosnowiec                             |
| 9  | KTH Krynica                                    |
| 10 | Naprzód Janów – klub zdegradowany do I ligi    |
| ↑  | Nesta Toruń – zespół, który awansował z I ligi |

### Zgłoszenia klubów
Władze ligi wyznaczyły klubom czas do 31 maja 2011 na zgłoszenie uczestnictwa w rozgrywkach. W wyznaczonym terminie wnioski złożyło 9 klubów. Do rozgrywek nie została zgłoszona drużyna Stoczniowca Gdańsk. Przyczyną była fatalna sytuacja finansowa klubu.
Do 10 czerwca 2011 wszystkie kluby zobowiązane są dostarczyć stosowne dokumenty w celu otrzymania licencji klubowej w sezonie 2011/12. Prace Komisji ds. Licencji Klubowych potrwają do 30 czerwca 2011. Na początku lipca 2011 miała zapaść decyzja dotycząc ostatecznej liczby uczestników, jednak według zapowiedzi PZHL "jest mało prawdopodobne by wolne miejsce zajął inny zespół".
W sierpniu 2011 Komisja ds. Licencji Klubowych przyznała licencje ośmiu klubom (w tym trzem tymczasowo). Licencji na uczestnictwo w rozgrywkach PLH w sezonie 2011/2012 nie uzyskał KS KTH Krynica. Zgodnie z wcześniejszymi informacjami, Klub Stoczniowiec Gdańsk S.A. nie złożył wniosku o przyznanie licencji na uczestnictwo w rozgrywkach PLH w sezonie 2011/2012. Nie podjęto decyzji o zastąpieniu zwolnionych miejsc przez inne drużyny. Tym samym w rozgrywkach sezonu 2011/12 występowało osiem zespołów.

### Informacje o klubach
| Klub                     | Trener           | Asystent            | Kapitan             | Sponsor strategiczny        | Sponsor techniczny |
| ------------------------ | ---------------- | ------------------- | ------------------- | --------------------------- | ------------------ |
| Aksam Unia Oświęcim      | Tomasz Piątek    | Waldemar Klisiak    | Miroslav Zaťko      | Aksam                       | ?                  |
| Ciarko PBS Bank KH Sanok | Marek Ziętara    |                     | Maciej Mermer       | Ciarko / PBS Bank / Sandeco | ?                  |
| ComArch Cracovia         | Rudolf Roháček   | Andrzej Pasiut      | Piotr Sarnik        | Comarch                     | Redbox             |
| GKS Tychy                | Wojciech Matczak | Dominik Salamon     | Adam Bagiński       | Tyski Sport                 | Reebok, CCM        |
| JKH GKS Jastrzębie       | Jiří Režnar      | Jacek Chrabański    | Maciej Urbanowicz   | Jastrzębska Spółka Węglowa  | ?                  |
| MMKS Podhale Nowy Targ   | Jacek Szopiński  | Gabriel Samolej     | Rafał Dutka         | Tatra                       | JPA Hockey         |
| Nesta Karawela Toruń     | Jaroslav Lehocký | Tomasz Jaworski     | Przemysław Bomastek | UM Torunia, Nesta, Karawela | Reebok, CCM        |
| Zagłębie Sosnowiec       | Mariusz Kieca    | Krzysztof Podsiadło | Artur Ślusarczyk    | Gmina Sosnowiec             | JPA Hockey         |

Zmiany
1. Trenerem Ciarko PBS Bank KH Sanok od początku sezonu do 05.10.2011 był Milan Jančuška. Jego następcą został dotychczasowy asystent, Marek Ziętara.
2. Nominalnym kapitanem GKS Tychy jest Adrian Parzyszek (nie gra od początku sezonu). Do czasu powrotu do gry jego zastępcą jest Adam Bagiński.
3. Nominalnym kapitanem Cracovii od początku sezonu był Daniel Laszkiewicz, który 19.10.2011 został zdyskwalifikowany na rok. Nowym kapitanem został Piotr Sarnik.
4. Pierwszym kapitanem GKS Tychy był Jarosław Kłys (w trakcie sezonu kontuzjowany). Następnie jego zastępcą był Jerzy Gabryś, a od połowy listopada nowym kapitanem został Miroslav Zaťko.
5. Szkoleniowcami Unii Oświęcim od początku sezonu do 10 listopada 2011 byli Czech Karel Suchánek (I trener) i Sławomir Wieloch (asystent). W tym dniu nowym drugim trenerem został Tomasz Piątek, zaś 14 listopada pierwszym trenerem został Szwed Charles Franzén, który szkoleniowcem pozostawał do 10 marca 2012 Szwed Charles Franzén. Tomasz Piątek został wówczas I trenerem, a jego asystentem Waldemar Klisiak.
6. Nominalnym kapitanem JKH Jastrzębie jest Maciej Urbanowicz. W czasie jego kontuzji zastępcą był Marcin Słodczyk.
7. Trenerem Nesty Karaweli Toruń od początku sezonu był Wiesław Walicki. W dniu 07.12.2011 zrezygnował ze swojej funkcji. 12.12.2011 jego następcą został Słowak Jaroslav Lehocký. Funkcję asystenta objął Tomasz Jaworski.
8. Nominalnym kapitanem MMKS Podhale jest Rafał Dutka. W czasie jego kontuzji zastępcą był Jarosław Różański.
9. Trenerem GKS Tychy od początku sezonu do 14.01.2012 był Jacek Płachta. Jego następcą został Wojciech Matczak.

### Składy drużyn i transfery
Kluby mogły podejmować ewentualne zmiany w składach poprzez dokonywane transfery do 20 grudnia 2011.

### Lodowiska
Spośród uczestników największym lodowiskiem w Ekstralidze pod względem pojemności był obiekt Unii Oświęcim, który może pomieścić 5000 widzów. Natomiast najmniejszym lodowisko dysponował JKH GKS Jastrzębie. Wszystkie lodowiska były wyposażone w niezbędne zaplecze oraz spełniają wymogi rozgrywek międzynarodowych.
| Lp. | Miasto           | Klub                     | Hala                          | Adres                                       | Pojemność | Zdjęcie |
| --- | ---------------- | ------------------------ | ----------------------------- | ------------------------------------------- | --------- | ------- |
| 1   | Jastrzębie-Zdrój | JKH GKS Jastrzębie       | Jastor                        | ul. Leśna 1 44-335 Jastrzębie-Zdrój         | 1 986     |         |
| 2   | Kraków           | ComArch Cracovia         | Lodowisko im. A.R.Kowalskiego | ul. Siedleckiego 7 31-538 Kraków            | 2 514     |         |
| 3   | Nowy Targ        | MMKS Podhale Nowy Targ   | Miejska Hala Lodowa           | ul. Parkowa 14 34-400 Nowy Targ             | 3 500     | brak    |
| 4   | Oświęcim         | Aksam Unia Oświęcim      | Hala Lodowa MOSiR             | ul. Chemików 4 32-600 Oświęcim              | 5 000     |         |
| 5   | Sanok            | Ciarko PBS Bank KH Sanok | Arena Sanok                   | ul. Królowej Bony 4 38-500 Sanok            | 3 000     |         |
| 6   | Sosnowiec        | Zagłębie Sosnowiec       | Stadion Zimowy                | ul. Zamkowa 5 41-200 Sosnowiec              | 3 500     | brak    |
| 7   | Toruń            | Nesta Karawela Toruń     | Tor-Tor                       | ul. gen. Józefa Bema 23/29 87-100 Toruń     | 2 997     |         |
| 8   | Tychy            | GKS Tychy                | Stadion Zimowy                | ul. gen. Charles de Gaulle'a 2 43-100 Tychy | 2 535     |         |

## Media i transmisje
Prawa transmisyjne do spotkań PLH w sezonie 2011/12 ponownie posiadała TVP Sport (to już szósty z kolei sezon transmisji PLH w TVP). TVP Sport przeprowadziła minimum 25 transmisji w sezonie, a w każdym ligowym tygodniu kibice obejrzeli jeden mecz Polskiej Ligi Hokejowej. Spotkania będą emitowane także na stronie sport.tvp.pl. Dodatkową nowością były transmisje prowadzone za pomocą internetu, które realizowane były przez telewizje internetowe niezależnie od relacji TVP. Jako pierwsze przeprowadzono relacje z meczów w Nowym Targu i Toruniu, a następnie odbyły się transmisje z Sanoka, Krakowa i Oświęcimia. Mecze PLH w Krakowie i Oświęcimiu realizowała Małopolska TV, mecze w Sanoku prowadziły portale iSanok, tvBieszczady i eSanok, spotkania w Toruniu były transmitowane przez TV Toruń. Możliwość relacji z pozostałych ośrodków PLH była możliwa po udzieleniu zezwolenia przez PZHL.
Patronat radiowy nad rozgrywkami posiadała nadal stacja RMF Maxxx.
W ramach współpracy PZHL i większości klubów PLH był publikowany wysokonakładowy miesięcznik Świat Hokeja (wydanie premierowe miało miejsce 30 września), do tworzenia którego zaangażowało się wydawnictwo Media Kolorowe. Egzemplarze periodyku ukazywały się w każdy ostatni weekend miesiąca i były w tym czasie dostępne bezpłatnie na lodowiskach podczas piątkowych i niedzielnych kolejek ligowych. Do końca sezonu ukazało się sześć numerów.

## Formuła rozgrywek
W Komunikacie nr 8/2011 z 19 sierpnia 2011 PZHL przedstawił regulamin rozgrywek w sezonie 2011/2012, których celem jest wyłonienie Mistrza Polski, wyłonienie zespołów spadających do I ligi oraz uszeregowanie drużyn od miejsca 1 do 8. Formuła rozgrywek składał się z fazy zasadniczej oraz fazy play-off.

## Sezon zasadniczy
W fazie zasadniczej drużyny rozegrały sześć rund spotkań systemem „każdy z każdym”. Oznacza to, że dana drużyna zagrała z każdym przeciwnikiem sześć meczów (trzy mecze na własnym obiekcie i trzy spotkania wyjazdowe). Łącznie zostało rozegranych 42 kolejki pierwszej fazy rozgrywek. Sezon zasadniczy odbył się od 13 września 2011 do 14 lutego 2012, jednak pierwsze spotkanie zostało rozegrane awansem 11 września (MMKS Podhale - Cracovia; pierwotnie było ustalone na 12. kolejkę w dniu 14 października). Ponadto zmiany w terminarzu były spowodowane m.in. uczestnictwem MMKS Podhala Nowy Targ w towarzyskim turnieju w Turkmenistanie w dniach 19-21.10.2011 oraz udziałem Cracovii w III rundzie Pucharu Kontynentalnego 2011/2012 w dniach 25-27.11.2011 w Doniecku na Ukrainie.
W czasie trwania rundy zasadniczej wyznaczono dwie przerwy (06-18.11.2011 oraz 06.12.2011-06.01.2012), związane z występami reprezentacji Polski na turniejach z cyklu Euro Ice Hockey Challenge w Sanoku i Miercurea-Ciuc w Rumunii. Druga przerwa była wydłużona z uwagi na okres świąteczny i noworoczny oraz turniej finałowy Pucharu Polski 2011/2012 w dniach 28-29.12.2011 rozgrywany w Sanoku.
W trakcie rundy zasadniczej 21 stycznia 2012 po raz drugi w historii miał odbyć się Mecz Gwiazd PLH. 5 stycznia 2012 PZHL poinformował, że spotkanie nie odbędzie się. Jako przyczynę podano inne wydarzenia sportowe, które zamierzała transmitować w tym czasie stacja TVP Sport
Zwycięzcą rundy zasadniczej została drużyna Ciarko PBS Bank KH Sanok.

### Terminarz i wyniki
|  |  | 1. KOLEJKA |  |
|  |  | ---------- |  |

| 13.09.2011 | Nesta Karawela Toruń     | 4:2 (2:1, 1:0, 1:1)                    | MMKS Podhale Nowy Targ   |
| 13.09.2011 | JKH GKS Jastrzębie       | 0:1 (0:0, 0:0, 0:1)                    | Ciarko PBS Bank KH Sanok |
| 13.09.2011 | Aksam Unia Oświęcim      | 9:1 (3:0, 2:1, 4:0)                    | Zagłębie Sosnowiec       |
| 13.09.2011 | GKS Tychy                | 2:1 (0:0, 1:1, 1:0)                    | ComArch Cracovia         |
|            |                          | 2. KOLEJKA                             |                          |
| 16.09.2011 | ComArch Cracovia         | 10:2 (5:0, 3:0, 2:2)                   | Nesta Karawela Toruń     |
| 16.09.2011 | Zagłębie Sosnowiec       | 4:6 (1:1, 2:2, 1:3)                    | GKS Tychy                |
| 16.09.2011 | Ciarko PBS Bank KH Sanok | 6:4 (3:2, 1:1, 2:1)                    | Aksam Unia Oświęcim      |
| 16.09.2011 | MMKS Podhale Nowy Targ   | 4:6 (3:0, 0:1, 1:5)                    | JKH GKS Jastrzębie       |
|            |                          | 3. KOLEJKA                             |                          |
| 18.09.2011 | JKH GKS Jastrzębie       | 6:1 (2:0, 3:1, 1:0)                    | Nesta Karawela Toruń     |
| 18.09.2011 | Aksam Unia Oświęcim      | 8:3 (2:3, 3:0, 3:0)                    | MMKS Podhale Nowy Targ   |
| 18.09.2011 | GKS Tychy                | 3:1 (0:0, 0:1, 3:0)                    | Ciarko PBS Bank KH Sanok |
| 18.09.2011 | ComArch Cracovia         | 6:5 k. (1:0, 4:1, 0:4, d. 0:0, k. 2:1) | Zagłębie Sosnowiec       |
|            |                          | 4. KOLEJKA                             |                          |
| 20.09.2011 | Nesta Karawela Toruń     | 2:4 (2:2, 0:2, 0:0)                    | Zagłębie Sosnowiec       |
| 20.09.2011 | Ciarko PBS Bank KH Sanok | 6:5 (2:2, 3:1, 1:2)                    | ComArch Cracovia         |
| 20.09.2011 | MMKS Podhale Nowy Targ   | 2:3 (1:1, 0:1, 1:1)                    | GKS Tychy                |
| 20.09.2011 | JKH GKS Jastrzębie       | 4:2 (3:1, 0:1, 1:0)                    | Aksam Unia Oświęcim      |
|            |                          | 5. KOLEJKA                             |                          |
| 23.09.2011 | Aksam Unia Oświęcim      | 8:1 (3:0, 2:1, 3:0)                    | Nesta Karawela Toruń     |
| 23.09.2011 | GKS Tychy                | 1:2 k. (1:0, 0:1, 0:0, d. 0:0, k. 1:2) | JKH GKS Jastrzębie       |
| 23.09.2011 | ComArch Cracovia         | 10:0 (5:0, 3:0, 2:0)                   | MMKS Podhale Nowy Targ   |
| 23.09.2011 | Zagłębie Sosnowiec       | 1:4 (0:1, 1:1, 0:2)                    | Ciarko PBS Bank KH Sanok |
|            |                          | 6. KOLEJKA                             |                          |
| 25.09.2011 | Nesta Karawela Toruń     | 5:2 (3:2, 1:0, 1:0)                    | Ciarko PBS Bank KH Sanok |
| 25.09.2011 | MMKS Podhale Nowy Targ   | 5:2 (0:0, 3:1, 2:1)                    | Zagłębie Sosnowiec       |
| 25.09.2011 | JKH GKS Jastrzębie       | 5:4 (1:0, 2:1, 2:3)                    | ComArch Cracovia         |
| 25.09.2011 | Aksam Unia Oświęcim      | 0:2 (0:0, 0:1, 0:1)                    | GKS Tychy                |
|            |                          | 7. KOLEJKA                             |                          |
| 27.09.2011 | GKS Tychy                | 4:5 (0:1, 2:2, 2:2)                    | Nesta Karawela Toruń     |
| 27.09.2011 | ComArch Cracovia         | 4:0 (3:0, 0:0, 1:0)                    | Aksam Unia Oświęcim      |
| 27.09.2011 | Zagłębie Sosnowiec       | 2:4 (0:0, 0:1, 2:3)                    | JKH GKS Jastrzębie       |
| 27.09.2011 | Ciarko PBS Bank KH Sanok | 13:1 (4:0, 6:0, 3:1)                   | MMKS Podhale Nowy Targ   |
|            |                          | 8. KOLEJKA                             |                          |
| 30.09.2011 | MMKS Podhale Nowy Targ   | 3:2 (1:1, 2:1, 0:0)                    | Nesta Karawela Toruń     |
| 30.09.2011 | Ciarko PBS Bank KH Sanok | 4:2 (3:0, 0:1, 1:1)                    | JKH GKS Jastrzębie       |
| 30.09.2011 | Zagłębie Sosnowiec       | 5:4 d. (0:2, 1:2, 3:0, d.1:0)          | Aksam Unia Oświęcim      |
| 30.09.2011 | ComArch Cracovia         | 1:4 (0:1, 0:1, 1:2)                    | GKS Tychy                |
|            |                          | 9. KOLEJKA                             |                          |
| 02.10.2011 | Nesta Karawela Toruń     | 3:4 k. (2:0, 1:0, 0:3, d. 0:0, k. 0:2) | ComArch Cracovia         |
| 02.10.2011 | GKS Tychy                | 8:3 (2:1, 4:1, 2:1)                    | Zagłębie Sosnowiec       |
| 02.10.2011 | Aksam Unia Oświęcim      | 4:2 (2:0, 1:1, 1:1)                    | Ciarko PBS Bank KH Sanok |
| 02.10.2011 | JKH GKS Jastrzębie       | 7:1 (3:0, 2:1, 2:0)                    | MMKS Podhale Nowy Targ   |
|            |                          | 10. KOLEJKA                            |                          |
| 04.10.2011 | Nesta Karawela Toruń     | 1:3 (0:2, 0:0, 1:1)                    | JKH GKS Jastrzębie       |
| 04.10.2011 | MMKS Podhale Nowy Targ   | 3:8 (3:3, 0:2, 0:3)                    | Aksam Unia Oświęcim      |
| 04.10.2011 | Ciarko PBS Bank KH Sanok | 1:2 (1:0, 0:2, 0:0)                    | GKS Tychy                |
| 04.10.2011 | Zagłębie Sosnowiec       | 3:5 (0:3, 2:0, 1:2)                    | ComArch Cracovia         |
|            |                          | 11. KOLEJKA                            |                          |
| 11.10.2011 | Zagłębie Sosnowiec       | 2:4 (1:0, 0:3, 1:1)                    | Nesta Karawela Toruń     |
| 11.10.2011 | ComArch Cracovia         | 2:5 (0:0, 2:1, 0:4)                    | Ciarko PBS Bank KH Sanok |
| 11.10.2011 | GKS Tychy                | 4:0 (1:0, 1:0, 2:0)                    | MMKS Podhale Nowy Targ   |
| 11.10.2011 | Aksam Unia Oświęcim      | 3:2 (1:1, 1:0, 1:1)                    | JKH GKS Jastrzębie       |
|            |                          | 12. KOLEJKA                            |                          |
| 14.10.2011 | Nesta Karawela Toruń     | 2:4 (1:2, 0:1, 1:1)                    | Aksam Unia Oświęcim      |
| 14.10.2011 | JKH GKS Jastrzębie       | 4:3 (1:0, 3:0, 0:3)                    | GKS Tychy                |
| 11.09.2011 | MMKS Podhale Nowy Targ   | 4:5 (1:2, 2:2, 1:1)                    | ComArch Cracovia         |
| 14.10.2011 | Ciarko PBS Bank KH Sanok | 3:2 (0:0, 1:0, 2:2)                    | Zagłębie Sosnowiec       |
|            |                          | 13. KOLEJKA                            |                          |
| 16.10.2011 | Ciarko PBS Bank KH Sanok | 11:1 (5:0, 3:0, 3:1)                   | Nesta Karawela Toruń     |
| 16.10.2011 | Zagłębie Sosnowiec       | 3:2 k. (1:1, 0:0, 0:0, d. 0:0, k. 1:0) | MMKS Podhale Nowy Targ   |
| 16.10.2011 | ComArch Cracovia         | 10:3 (4:0, 4:1, 2:2)                   | JKH GKS Jastrzębie       |
| 16.10.2011 | GKS Tychy                | 3:4 (1:2, 1:0, 1:2)                    | Aksam Unia Oświęcim      |
|            |                          | 14. KOLEJKA                            |                          |
| 21.10.2011 | Nesta Karawela Toruń     | 0:6 (0:3, 0:1, 0:2)                    | GKS Tychy                |
| 21.10.2011 | Aksam Unia Oświęcim      | 3:4 (0:2, 0:0, 3:2)                    | ComArch Cracovia         |
| 21.10.2011 | JKH GKS Jastrzębie       | 6:2 (1:0, 2:1, 3:1)                    | Zagłębie Sosnowiec       |
| 07.10.2011 | MMKS Podhale Nowy Targ   | 3:7 (1:1, 0:3, 2:3)                    | Ciarko PBS Bank KH Sanok |
|            |                          | 15. KOLEJKA                            |                          |
| 25.10.2011 | Nesta Karawela Toruń     | 4:5 k. (2:2, 0:1, 2:1, d. 0:0, k. 0:1) | MMKS Podhale Nowy Targ   |
| 23.10.2011 | JKH GKS Jastrzębie       | 4:3 (1:1, 1:2, 2:0)                    | Ciarko PBS Bank KH Sanok |
| 23.10.2011 | Aksam Unia Oświęcim      | 0:3 (0:2, 0:0, 0:1)                    | Zagłębie Sosnowiec       |
| 23.10.2011 | GKS Tychy                | 5:2 (1:2, 2:0, 2:0)                    | ComArch Cracovia         |
|            |                          | 16. KOLEJKA                            |                          |
| 28.10.2011 | ComArch Cracovia         | 18:1 (4:1, 8:0, 6:0)                   | Nesta Karawela Toruń     |
| 28.10.2011 | Zagłębie Sosnowiec       | 3:1 (1:0, 1:0, 1:1)                    | GKS Tychy                |
| 28.10.2011 | Ciarko PBS Bank KH Sanok | 6:3 (2:0, 2:2, 2:1)                    | Aksam Unia Oświęcim      |
| 28.10.2011 | MMKS Podhale Nowy Targ   | 4:3 k. (1:1, 0:1, 2:1, d. 0:0, k. 1:0) | JKH GKS Jastrzębie       |
|            |                          | 17. KOLEJKA                            |                          |
| 30.10.2011 | JKH GKS Jastrzębie       | 3:2 d. (0:0, 2:1, 0:1, d. 1:0)         | Nesta Karawela Toruń     |
| 30.10.2011 | Aksam Unia Oświęcim      | 7:3 (1:1, 2:2, 4:0)                    | MMKS Podhale Nowy Targ   |
| 30.10.2011 | GKS Tychy                | 2:3 d. (1:1, 0:1, 1:0, d. 0:1)         | Ciarko PBS Bank KH Sanok |
| 30.10.2011 | ComArch Cracovia         | 8:3 (3:0, 3:2, 2:1)                    | Zagłębie Sosnowiec       |
|            |                          | 18. KOLEJKA                            |                          |
| 04.11.2011 | Nesta Karawela Toruń     | 3:6 (1:3, 1:1, 1:2)                    | Zagłębie Sosnowiec       |
| 04.11.2011 | Ciarko PBS Bank KH Sanok | 11:4 (1:1, 6:0, 4:3)                   | ComArch Cracovia         |
| 04.11.2011 | MMKS Podhale Nowy Targ   | 3:8 (1:1, 2:4, 0:3)                    | GKS Tychy                |
| 04.11.2011 | JKH GKS Jastrzębie       | 4:3 (2:1, 1:2, 1:0)                    | Aksam Unia Oświęcim      |
|            |                          | 19. KOLEJKA                            |                          |
| 06.11.2011 | Aksam Unia Oświęcim      | 5:1 (2:1, 3:0, 0:0)                    | Nesta Karawela Toruń     |
| 06.11.2011 | GKS Tychy                | 2:1 k. (0:0, 1:1, 0:0, d. 0:0, k. 1:0) | JKH GKS Jastrzębie       |
| 06.11.2011 | ComArch Cracovia         | 6:3 (2:1, 2:1, 2:1)                    | MMKS Podhale Nowy Targ   |
| 06.11.2011 | Zagłębie Sosnowiec       | 2:4 (0:1, 1:2, 1:1)                    | Ciarko PBS Bank KH Sanok |
|            |                          | 20. KOLEJKA                            |                          |
| 18.11.2011 | Nesta Karawela Toruń     | 3:6 (2:2, 0:1, 1:3)                    | Ciarko PBS Bank KH Sanok |
| 18.11.2011 | MMKS Podhale Nowy Targ   | 3:4 d. (0:2, 2:1, 1:0, d. 0:1)         | Zagłębie Sosnowiec       |
| 18.11.2011 | JKH GKS Jastrzębie       | 3:5 (0:1, 2:1, 1:3)                    | ComArch Cracovia         |
| 18.11.2011 | Aksam Unia Oświęcim      | 3:4 k. (2:1, 0:0, 1:2, d. 0:0, k. 2:3) | GKS Tychy                |
|            |                          | 21. KOLEJKA                            |                          |
| 20.11.2011 | GKS Tychy                | 4:2 (1:1, 2:1, 1:0)                    | Nesta Karawela Toruń     |
| 20.11.2011 | ComArch Cracovia         | 3:2 (1:1, 2:1, 0:0)                    | Aksam Unia Oświęcim      |
| 20.11.2011 | Zagłębie Sosnowiec       | 3:5 (0:1, 0:3, 3:1)                    | JKH GKS Jastrzębie       |
| 20.11.2011 | Ciarko PBS Bank KH Sanok | 10:1 (4:0, 3:0, 3:1)                   | MMKS Podhale Nowy Targ   |

|  |  | 22. KOLEJKA |  |
|  |  | ----------- |  |

| 22.11.2011 | MMKS Podhale Nowy Targ   | 2:4 (1:0, 1:4, 0:0)                    | Nesta Karawela Toruń     |
| 22.11.2011 | Ciarko PBS Bank KH Sanok | 6:1 (2:0, 2:0, 2:1)                    | JKH GKS Jastrzębie       |
| 22.11.2011 | Zagłębie Sosnowiec       | 1:5 (0:2, 0:2, 1:1)                    | Aksam Unia Oświęcim      |
| 22.11.2011 | ComArch Cracovia         | 4:2 (1:1, 2:0, 1:1)                    | GKS Tychy                |
|            |                          | 23. KOLEJKA                            |                          |
| 07.10.2011 | Nesta Karawela Toruń     | 2:8 (0:4, 1:2, 1:2)                    | ComArch Cracovia         |
| 25.11.2011 | GKS Tychy                | 3:6 (0:0, 2:6, 1:0)                    | Zagłębie Sosnowiec       |
| 25.11.2011 | Aksam Unia Oświęcim      | 4:3 (1:1, 2:0, 1:2)                    | Ciarko PBS Bank KH Sanok |
| 25.11.2011 | JKH GKS Jastrzębie       | 6:2 (3:1, 1:0, 2:1)                    | MMKS Podhale Nowy Targ   |
|            |                          | 24. KOLEJKA                            |                          |
| 27.11.2011 | Nesta Karawela Toruń     | 2:8 (0:2, 1:3, 1:3)                    | JKH GKS Jastrzębie       |
| 27.11.2011 | MMKS Podhale Nowy Targ   | 5:6 (3:2, 1:2, 1:2)                    | Aksam Unia Oświęcim      |
| 27.11.2011 | Ciarko PBS Bank KH Sanok | 3:2 (1:2, 1:0, 1:0)                    | GKS Tychy                |
| 25.10.2011 | Zagłębie Sosnowiec       | 1:5 (0:2, 1:2, 0:1)                    | ComArch Cracovia         |
|            |                          | 25. KOLEJKA                            |                          |
| 02.12.2011 | Zagłębie Sosnowiec       | 3:2 (1:1, 2:1, 3:0)                    | Nesta Karawela Toruń     |
| 02.12.2011 | ComArch Cracovia         | 1:5 (1:1, 0:2, 0:2)                    | Ciarko PBS Bank KH Sanok |
| 02.12.2011 | GKS Tychy                | 2:1 d. (0:0, 1:0, 0:1, d. 1:0)         | MMKS Podhale Nowy Targ   |
| 02.12.2011 | Aksam Unia Oświęcim      | 6:2 (1:1, 2:1, 3:0)                    | JKH GKS Jastrzębie       |
|            |                          | 26. KOLEJKA                            |                          |
| 06.12.2011 | Nesta Karawela Toruń     | 4:6 (3:3, 1:1, 0:2)                    | Aksam Unia Oświęcim      |
| 06.12.2011 | JKH GKS Jastrzębie       | 3:2 (1:1, 0:0, 2:1)                    | GKS Tychy                |
| 06.12.2011 | MMKS Podhale Nowy Targ   | 4:8 (2:3, 2:2, 0:3)                    | ComArch Cracovia         |
| 06.12.2011 | Ciarko PBS Bank KH Sanok | 5:3 (0:2, 2:0, 3:1)                    | Zagłębie Sosnowiec       |
|            |                          | 27. KOLEJKA                            |                          |
| 06.01.2012 | Ciarko PBS Bank KH Sanok | 11:0 (4:0, 5:0, 2:0)                   | Nesta Karawela Toruń     |
| 06.01.2012 | Zagłębie Sosnowiec       | 4:3 k. (2:0, 1:1, 0:2, d. 0:0, k. 3:2) | MMKS Podhale Nowy Targ   |
| 06.01.2012 | ComArch Cracovia         | 5:4 (0:1, 2:2, 3:1)                    | JKH GKS Jastrzębie       |
| 06.01.2012 | GKS Tychy                | 4:1 (1:0, 2:0, 1:1)                    | Aksam Unia Oświęcim      |
|            |                          | 28. KOLEJKA                            |                          |
| 08.01.2012 | Nesta Karawela Toruń     | 2:4 (0:0, 0:1, 2:3)                    | GKS Tychy                |
| 08.01.2012 | Aksam Unia Oświęcim      | 6:3 (3:0, 1:1, 2:2)                    | ComArch Cracovia         |
| 08.01.2012 | JKH GKS Jastrzębie       | 5:4 d. (1:1, 1:0, 2:3, d. 1:0)         | Zagłębie Sosnowiec       |
| 08.01.2012 | MMKS Podhale Nowy Targ   | 1:5 (0:2, 0:1, 1:2)                    | Ciarko PBS Bank KH Sanok |
|            |                          | 29. KOLEJKA                            |                          |
| 10.01.2012 | Nesta Karawela Toruń     | 3:2 (1:1, 1:0, 1:1)                    | MMKS Podhale Nowy Targ   |
| 10.01.2012 | JKH GKS Jastrzębie       | 6:4 (2:2, 2:1, 2:1)                    | Ciarko PBS Bank KH Sanok |
| 10.01.2012 | Aksam Unia Oświęcim      | 5:4 (2:2, 2:0, 1:2)                    | Zagłębie Sosnowiec       |
| 10.01.2012 | GKS Tychy                | 0:4 (0:3, 0:0, 0:1)                    | ComArch Cracovia         |
|            |                          | 30. KOLEJKA                            |                          |
| 13.01.2012 | ComArch Cracovia         | 4:1 (0:0, 2:1, 2:0)                    | Nesta Karawela Toruń     |
| 13.01.2012 | Zagłębie Sosnowiec       | 4:2 (1:0, 2:1, 1:1)                    | GKS Tychy                |
| 13.01.2012 | Ciarko PBS Bank KH Sanok | 5:3 (3:0, 1:2, 1:1)                    | Aksam Unia Oświęcim      |
| 13.01.2012 | MMKS Podhale Nowy Targ   | 5:6 d. (2:1, 1:0, 2:3, d. 0:2)         | JKH GKS Jastrzębie       |
|            |                          | 31. KOLEJKA                            |                          |
| 15.01.2012 | JKH GKS Jastrzębie       | 9:1 (2:0, 2:1, 5:0)                    | Nesta Karawela Toruń     |
| 15.01.2012 | Aksam Unia Oświęcim      | 6:2 (4:1, 2:1, 0:0)                    | MMKS Podhale Nowy Targ   |
| 15.01.2012 | GKS Tychy                | 2:3 k. (1:1, 1:1, 0:0, d. 0:0, k. 0:1) | Ciarko PBS Bank KH Sanok |
| 15.01.2012 | ComArch Cracovia         | 8:1 (3:0, 4:0, 1:1)                    | Zagłębie Sosnowiec       |
|            |                          | 32. KOLEJKA                            |                          |
| 19.01.2012 | Nesta Karawela Toruń     | 3:4 k. (2:0, 0:2, 1:1, d. 0:0, k. 1:2) | Zagłębie Sosnowiec       |
| 19.01.2012 | Ciarko PBS Bank KH Sanok | 2:1 (1:0, 1:0, 0:1)                    | ComArch Cracovia         |
| 19.01.2012 | MMKS Podhale Nowy Targ   | 0:1 (0:0, 0:1, 0:0)                    | GKS Tychy                |
| 19.01.2012 | JKH GKS Jastrzębie       | 3:4 (1:0, 2:4, 0:0)                    | Aksam Unia Oświęcim      |
|            |                          | 33. KOLEJKA                            |                          |
| 24.01.2012 | Aksam Unia Oświęcim      | 7:3 (2:0, 3:1, 2:2)                    | Nesta Karawela Toruń     |
| 24.01.2012 | GKS Tychy                | 5:3 (0:0, 3:2, 2:1)                    | JKH GKS Jastrzębie       |
| 24.01.2012 | ComArch Cracovia         | 4:5 (1:1, 2:2, 1:2)                    | MMKS Podhale Nowy Targ   |
| 24.01.2012 | Zagłębie Sosnowiec       | 3:8 (2:1, 1:3, 0:4)                    | Ciarko PBS Bank KH Sanok |
|            |                          | 34. KOLEJKA                            |                          |
| 27.01.2012 | Nesta Karawela Toruń     | 4:7 (1:2, 2:3, 1:2)                    | Ciarko PBS Bank KH Sanok |
| 27.01.2012 | MMKS Podhale Nowy Targ   | 3:5 (1:1, 0:1, 2:3)                    | Zagłębie Sosnowiec       |
| 27.01.2012 | JKH GKS Jastrzębie       | 2:3 k. (0:0, 2:0, 0:2, d. 0:0, k. 0:1) | ComArch Cracovia         |
| 27.01.2012 | Aksam Unia Oświęcim      | 2:4 (0:2, 2:1, 0:1)                    | GKS Tychy                |
|            |                          | 35. KOLEJKA                            |                          |
| 29.01.2012 | GKS Tychy                | 5:2 (3:0, 0:1, 2:1)                    | Nesta Karawela Toruń     |
| 29.01.2012 | ComArch Cracovia         | 3:7 (1:1, 1:1, 1:5)                    | Aksam Unia Oświęcim      |
| 29.01.2012 | Zagłębie Sosnowiec       | 2:5 (1:2, 0:2, 1:1)                    | JKH GKS Jastrzębie       |
| 21.01.2012 | Ciarko PBS Bank KH Sanok | 7:6 (3:4, 2:1, 2:1)                    | MMKS Podhale Nowy Targ   |
|            |                          | 36. KOLEJKA                            |                          |
| 31.01.2012 | MMKS Podhale Nowy Targ   | 5:3 (2:2, 2:1, 1:0)                    | Nesta Karawela Toruń     |
| 31.01.2012 | Ciarko PBS Bank KH Sanok | 2:1 d. (0:0, 0:0, 1:1, d. 1:0)         | JKH GKS Jastrzębie       |
| 31.01.2012 | Zagłębie Sosnowiec       | 1:2 (0:1, 0:1, 1:0)                    | Aksam Unia Oświęcim      |
| 31.01.2012 | ComArch Cracovia         | 2:1 (2:0, 0:1, 0:0)                    | GKS Tychy                |
|            |                          | 37. KOLEJKA                            |                          |
| 03.02.2012 | Nesta Karawela Toruń     | 0:6 (0:1, 0:1, 0:4)                    | ComArch Cracovia         |
| 03.02.2012 | GKS Tychy                | 3:1 (2:0, 1:0, 0:1)                    | Zagłębie Sosnowiec       |
| 03.02.2012 | Aksam Unia Oświęcim      | 3:4 (2:3, 1:1, 0:0)                    | Ciarko PBS Bank KH Sanok |
| 03.02.2012 | JKH GKS Jastrzębie       | 7:0 (3:0, 2:0, 2:0)                    | MMKS Podhale Nowy Targ   |
|            |                          | 38. KOLEJKA                            |                          |
| 05.02.2012 | Nesta Karawela Toruń     | 2:3 (2:0, 0:2, 0:1)                    | JKH GKS Jastrzębie       |
| 05.02.2012 | MMKS Podhale Nowy Targ   | 3:6 (1:4, 1:1, 1:1)                    | Aksam Unia Oświęcim      |
| 05.02.2012 | Ciarko PBS Bank KH Sanok | 1:4 (0:1, 0:2, 1:1)                    | GKS Tychy                |
| 05.02.2012 | Zagłębie Sosnowiec       | 4:3 d. (0:3, 2:0, 1:0, d. 1:0)         | ComArch Cracovia         |
|            |                          | 39. KOLEJKA                            |                          |
| 07.02.2012 | Zagłębie Sosnowiec       | 3:6 (0:1, 1:1, 2:4)                    | Nesta Karawela Toruń     |
| 07.02.2012 | ComArch Cracovia         | 4:1 (0:0, 2:0, 2:1)                    | Ciarko PBS Bank KH Sanok |
| 07.02.2012 | GKS Tychy                | 9:4 (3:0, 3:4, 3:0)                    | MMKS Podhale Nowy Targ   |
| 07.02.2012 | Aksam Unia Oświęcim      | 6:0 (3:0, 1:0, 2:0)                    | JKH GKS Jastrzębie       |
|            |                          | 40. KOLEJKA                            |                          |
| 10.02.2012 | Nesta Karawela Toruń     | 6:5 k. (2:1, 2:3, 1:1, d. 0:0, k. 1:0) | Aksam Unia Oświęcim      |
| 10.02.2012 | JKH GKS Jastrzębie       | 4:1 (0:0, 3:1, 1:0)                    | GKS Tychy                |
| 10.02.2012 | MMKS Podhale Nowy Targ   | 1:8 (0:3, 1:1, 0:4)                    | ComArch Cracovia         |
| 10.02.2012 | Ciarko PBS Bank KH Sanok | 5:1 (2:0, 2:0, 1:1)                    | Zagłębie Sosnowiec       |
|            |                          | 41. KOLEJKA                            |                          |
| 12.02.2012 | Ciarko PBS Bank KH Sanok | 6:3 (1:0, 0:2, 5:1)                    | Nesta Karawela Toruń     |
| 12.02.2012 | Zagłębie Sosnowiec       | 4:2 (1:1, 3:1, 0:0)                    | MMKS Podhale Nowy Targ   |
| 12.02.2012 | ComArch Cracovia         | 5:3 (1:0, 0:3, 4:0)                    | JKH GKS Jastrzębie       |
| 12.02.2012 | GKS Tychy                | 2:3 (1:2, 1:0, 0:1)                    | Aksam Unia Oświęcim      |
|            |                          | 42. KOLEJKA                            |                          |
| 14.02.2012 | Nesta Karawela Toruń     | 5:4 k. (3:1, 0:2, 1:1, d. 0:0, k. 3:1) | GKS Tychy                |
| 14.02.2012 | Aksam Unia Oświęcim      | 5:4 (3:0, 1:2, 1:2)                    | ComArch Cracovia         |
| 14.02.2012 | JKH GKS Jastrzębie       | 2:1 (0:0, 1:1, 1:0)                    | Zagłębie Sosnowiec       |
| 14.02.2012 | MMKS Podhale Nowy Targ   | 5:2 (1:0, 1:2, 3:0)                    | Ciarko PBS Bank KH Sanok |

### Tabela sezonu zasadniczego
Tabela zaktualizowana po wszystkich 42. kolejkach ligowych.
| Msc. | Zespół                   | M  | Pkt | W  | WPD | WPK | PPD | PPK | P  | G + | G - | +/-  |
| ---- | ------------------------ | -- | --- | -- | --- | --- | --- | --- | -- | --- | --- | ---- |
| 1    | Ciarko PBS Bank KH Sanok | 42 | 93  | 29 | 2   | 1   | 0   | 0   | 10 | 204 | 112 | +92  |
| 2    | ComArch Cracovia         | 42 | 82  | 25 | 0   | 3   | 1   | 0   | 13 | 210 | 130 | +80  |
| 3    | Aksam Unia Oświęcim      | 42 | 81  | 26 | 0   | 0   | 1   | 2   | 13 | 182 | 133 | +49  |
| 4    | JKH GKS Jastrzębie       | 42 | 78  | 22 | 3   | 1   | 1   | 3   | 12 | 161 | 129 | +32  |
| 5    | GKS Tychy                | 42 | 76  | 22 | 1   | 2   | 1   | 3   | 13 | 139 | 103 | +36  |
| 6    | Zagłębie Sosnowiec       | 42 | 41  | 9  | 3   | 3   | 1   | 1   | 25 | 122 | 177 | -55  |
| 7    | Nesta Karawela Toruń     | 42 | 29  | 7  | 0   | 2   | 1   | 3   | 29 | 107 | 228 | -121 |
| 8    | MMKS Podhale Nowy Targ   | 42 | 24  | 5  | 0   | 2   | 3   | 2   | 30 | 116 | 229 | -113 |

Legenda:

Msc. = lokata w tabeli, M = liczba rozegranych spotkań, Pkt = Liczba zdobytych punktów, W = Liczba meczów wygranych, WPD = Liczba meczów wygranych po dogrywce, WPK = Liczba meczów wygranych po karnych, PPD = Liczba meczów przegranych po dogrywce, PPK = Liczba meczów przegranych po karnych, P = Liczba meczów przegranych, G+ = Gole strzelone, G- = Gole stracone, +/- = Bilans bramkowy

      = Drużyny uczestniczące w fazie play-off (o mistrzostwo)       = Zespoły uczestniczące w fazie play-out (o utrzymanie)

### Statystyki sezonu zasadniczego
Statystyki zaktualizowane po wszystkich 42. kolejkach sezonu zasadniczego.

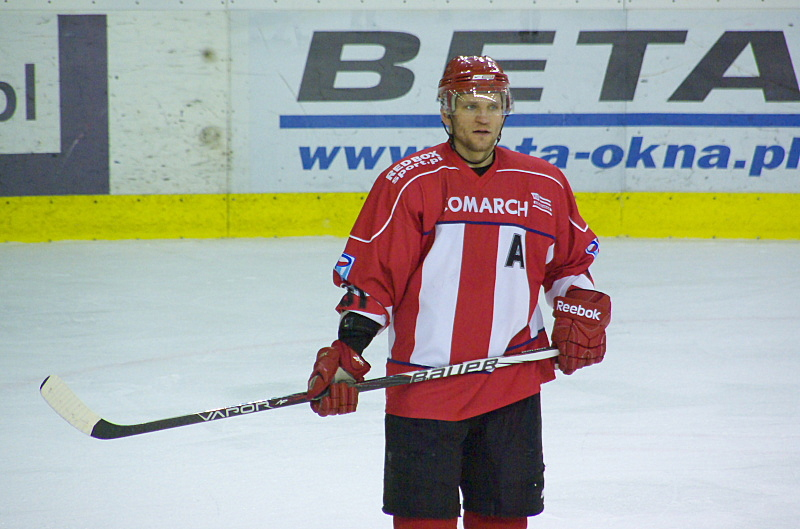
Leszek Laszkiewicz, najskuteczniejszy i najlepiej punktujący zawodnik rundy zasadniczej i całego sezonu

Zawodnicy z pola łącznie
| Msc. | Gole                          | Gole | Asysty                        | Asysty | Punkty                        | Punkty |
| ---- | ----------------------------- | ---- | ----------------------------- | ------ | ----------------------------- | ------ |
| 1    | Leszek Laszkiewicz (Cracovia) | 43   | Leszek Laszkiewicz (Cracovia) | 37     | Leszek Laszkiewicz (Cracovia) | 80     |
| 2    | Mikołaj Łopuski (Unia)        | 28   | Damian Słaboń (Cracovia)      | 37     | Damian Słaboń (Cracovia)      | 59     |
| 3    | Josef Vítek (Sanok)           | 25   | Martin Vozdecký (Sanok)       | 37     | Martin Vozdecký (Sanok)       | 58     |
| 4    | Tomasz Malasiński (Sanok)     | 23   | Lukáš Říha (Unia)             | 37     | Mikołaj Łopuski (Unia)        | 51     |
| 5    | Petr Lipina (JKH)             | 23   | Radek Procházka (Unia)        | 36     | Radek Procházka (Unia)        | 51     |
| 6    | Richard Bordowski (JKH)       | 23   | Krzysztof Zapała (Sanok)      | 31     | Lukáš Říha (Unia)             | 50     |
| 7    | Damian Słaboń (Cracovia)      | 22   | Richard Král (JKH)            | 29     | Josef Vítek (Sanok)           | 47     |
| 8    | Marcin Kolusz (Sanok)         | 22   | Jarosław Różański (MMKS)      | 29     | Krzysztof Zapała (Sanok)      | 47     |
| 9    | Martin Vozdecký (Sanok)       | 21   | Miroslav Zaťko (Unia)         | 27     | Tomasz Malasiński (Sanok)     | 45     |
| 10   | Wojciech Wojtarowicz (Unia)   | 21   | Krystian Dziubiński (Sanok)   | 26     | Marcin Kolusz (Sanok)         | 45     |

Obrońcy
| Gole                     | Gole | Asysty                    | Asysty | Punkty                   | Punkty |
| ------------------------ | ---- | ------------------------- | ------ | ------------------------ | ------ |
| Pavel Mojžíš (Sanok)     | 16   | Miroslav Zaťko (Unia)     | 27     | Pavel Mojžíš (Sanok)     | 41     |
| Miroslav Zaťko (Unia)    | 13   | Pavel Mojžíš (Sanok)      | 25     | Miroslav Zaťko (Unia)    | 40     |
| Ivo Kotaška (Sanok)      | 11   | Martin Ivičič (JKH)       | 25     | Nicolas Besch (Cracovia) | 34     |
| Adrian Labryga (JKH)     | 11   | Nicolas Besch (Cracovia)  | 24     | Martin Ivičič (JKH)      | 31     |
| Nicolas Besch (Cracovia) | 10   | Tuomas Immonen (Cracovia) | 16     | Ivo Kotaška (Sanok)      | 23     |

Pozostałe
| +/-                           | +/- | Gole wygrywające mecz          | Gole wygrywające mecz | Minuty kar                 | Minuty kar |
| ----------------------------- | --- | ------------------------------ | --------------------- | -------------------------- | ---------- |
| Pavel Mojžíš (Sanok)          | +47 | Leszek Laszkiewicz (Cracovia)  | 7                     | Michał Kotlorz (Tychy)     | 105        |
| Krzysztof Zapała (Sanok)      | +38 | Mikołaj Łopuski (Unia)         | 7                     | Kelly Czuy (MMKS)          | 95         |
| Leszek Laszkiewicz (Cracovia) | +37 | Richard Bordowski (JKH)        | 6                     | Nicolas Besch (Cracovia)   | 91         |
| Martin Vozdecký (Sanok)       | +37 | Zapała oraz Malasiński (Sanok) | 5                     | Rafał Cychowski (Zagłębie) | 78         |
| Mikołaj Łopuski (Unia)        | +37 | Mateusz Danieluk (JKH)         | 5                     | Miroslav Zaťko (Unia)      | 75         |

Legenda:

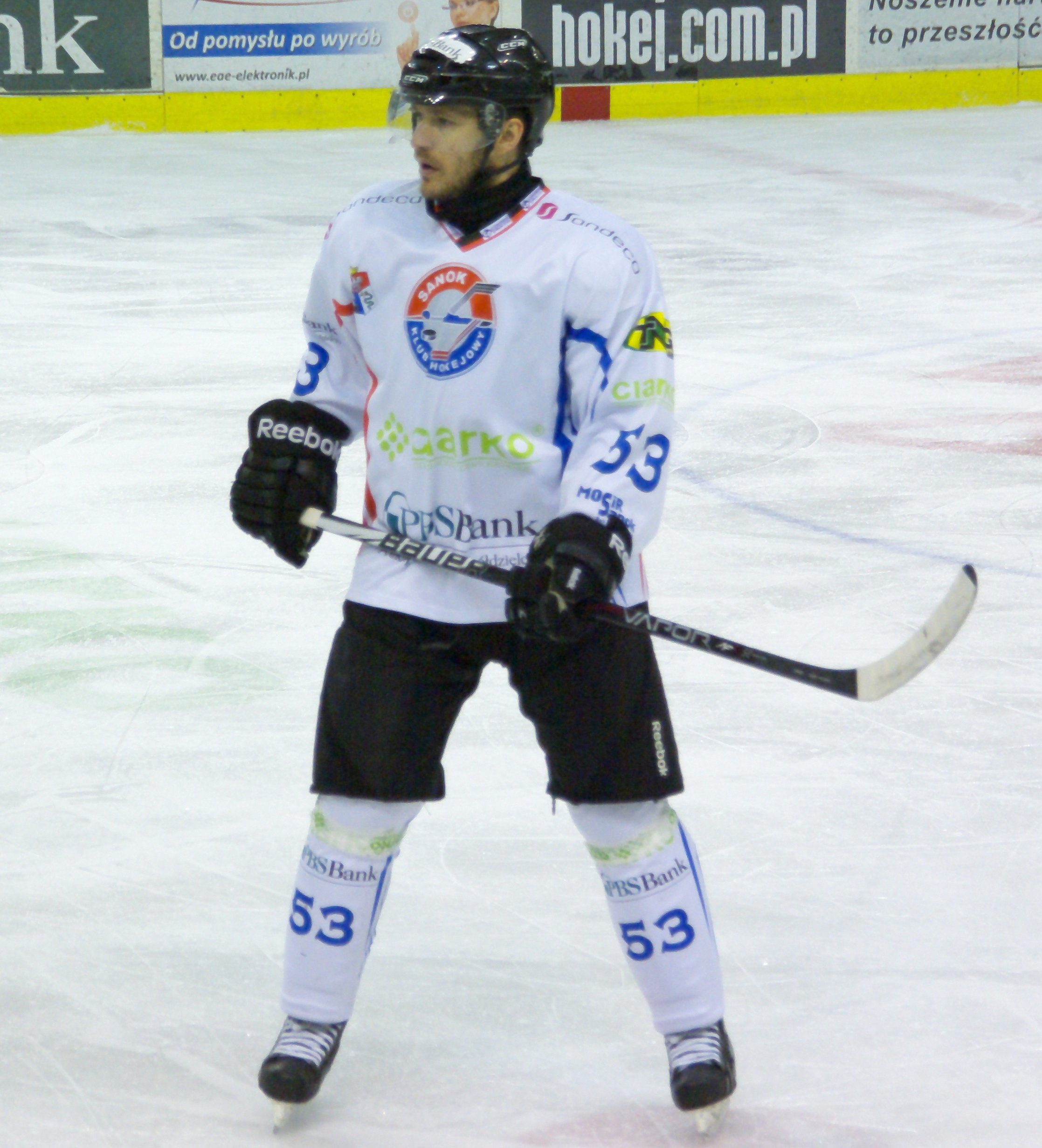
Pavel Mojžíš, najskuteczniejszy i najlepiej punktujący obrońca rundy zasadniczej i całego sezonu

+/- = klasyfikacja punktująca zawodników przebywających na lodzie w momencie padającego gola; punkt dodatni uzyskuje zawodnik, będący na lodzie w chwili zdobycia gola przez jego drużynę, punkt ujemny otrzymuje gracz będący na lodzie w chwili utracenia gola przez jego drużynę

Gole wygrywające mecz = gol zdobyty jako ostatni przez drużynę wygrywającą mecz przy wyniku korzystniejszym o jedną bramkę (np. drugi gol przy wyniku 2:1) lub gol zdobyty przez drużynę wygrywającą przewyższający liczbę bramek przeciwnika o jeden (np. czwarta bramka przy wyniku 6:3)
Zdobywcy hat-trick
W sezonie zasadniczym kilkunastu zawodników zdobyło hat-trick (trzy bramki strzelone w jednym meczu). Dwóch z nich zdobyło cztery gole. Najlepsze osiągnięcie uzyskał Michał Piotrowski (Cracovia): cztery gole (16 kol.) i dwa razy 3 gole (17 i 31). Ponadto cztery bramki w meczu uzyskali Leszek Laszkiewicz (Cracovia - 5) i Bartłomiej Neupauer (MMKS - 36). Jeden zawodnik, Michał Woźnica (Tychy) dwukrotnie zdobył po trzy gole w meczu (3 i 42, w pierwszym przypadku wszystkie gole drużyny w meczu).
Poza nimi dziesięciu hokeistów zdobyło hat-trick: Wojciech Wojtarowicz (Unia – 1), Tomasz Malasiński (Sanok – 11), Martin Vozdecký (Sanok – 13), Łukasz Rutkowski (Cracovia – 16), Radosław Galant (Tychy – 18), Piotr Ziętara (MMKS – 19, wszystkie gole drużyny w meczu), Richard Král (JKH – 27), Kelly Czuy (MMKS – 33), Mikołaj Łopuski (Unia – 38), Milan Baranyk (Toruń – 40).
Bramkarze
Dwóch bramkarzy czterokrotnie rozegrało mecz bez straty gola. Byli to Rafał Radziszewski (Cracovia – 5, 7, 29, 37) i Arkadiusz Sobecki (Tychy – 6, 11, 14, 32). Ponadto pięciu golkiperów zanotowało po jednym spotkaniu bez utraty bramki: Przemysław Odrobny (Sanok – 1), Daniel Kachniarz (Sanok – 27, rozegrał 40. minut meczu), Bartłomiej Nowak (Zagłębie – 15), Kamil Kosowski (JKH – 37) i Przemysław Witek (Unia – 39). Drużyny niepotrafiące zdobyć gola w tych spotkaniach to: MMKS Podhale – 4 mecze bez gola, Toruń i Unia – po 3, JKH – 2, Tychy – 1.

## Faza play-off

### Rywalizacja o utrzymanie
W rywalizacji o utrzymanie wzięły udział zespoły, które zajęły w sezonie zasadniczym miejsca 5-8. W pierwszej rundzie rywalizowały drużyna 5 z 8 i 6 z 7. W rundzie wstępnej rywalizacja toczyła się do czterech zwycięstw. Następnie wygrane zespoły walczyły o 5. miejsce w sezonie (w formie dwumeczu, gdzie decyduje suma goli uzyskanych łącznie w obu spotkaniach), zaś przegrane rywalizowały o 7. miejsce, czyli o utrzymanie w PLH. Drużyna, która przegrała spotkania i zajęła miejsce 8 została zdegradowana do niższej klasy rozgrywek (I Liga), a w jej miejsce w kolejnym sezonie będzie grać zwycięzca rozgrywek I Ligi.
Terminy rundy wstępnej o miejsca 5-8: 19.02, 21.02, 22.02, 25.02 i ewentualnie 26.02, 1.03, 3.03.2012 (gospodarzem pierwszego, czwartego, piątego i siódmego spotkania była drużyna, która zdobyła wyższe miejsce w tabeli po fazie zasadniczej).
Terminy rywalizacji o 5. miejsce: 7.03 i 13.03.2012 (gospodarzem pierwszego spotkania była drużyna, która zajęła niższe miejsce w tabeli po fazie zasadniczej)
Terminy rywalizacji o 7. miejsce (o utrzymanie): 7.03, 9.03, 10.03, 13.03, 14.03, 17.03, 19.03.2012 (gospodarzem pierwszego, czwartego, piątego i siódmego spotkania była drużyna, która zdobyła wyższe miejsce w tabeli po fazie zasadniczej
|  | Runda wstępna o miejsca 5-8 | Runda wstępna o miejsca 5-8 | Runda wstępna o miejsca 5-8 | Runda wstępna o miejsca 5-8 | Runda wstępna o miejsca 5-8 | Runda wstępna o miejsca 5-8 | Runda wstępna o miejsca 5-8 | Runda wstępna o miejsca 5-8 | Runda wstępna o miejsca 5-8 | Runda wstępna o miejsca 5-8 |  |  |  | Rywalizacja o miejsca 5 i 7           | Rywalizacja o miejsca 5 i 7           | Rywalizacja o miejsca 5 i 7           | Rywalizacja o miejsca 5 i 7           | Rywalizacja o miejsca 5 i 7           | Rywalizacja o miejsca 5 i 7           | Rywalizacja o miejsca 5 i 7           | Rywalizacja o miejsca 5 i 7           |
|  |                             |                             |                             |                             |                             |                             |                             |                             |                             |                             |  |  |  |                                       |                                       |                                       |                                       |                                       |                                       |                                       |                                       |
|  | Nr                          | Nazwa zespołu               | Stan                        | M1                          | M2                          | M3                          | M4                          | M5                          | M6                          | M7                          |  |  |  | Nr                                    | Nazwa zespołu                         | Stan                                  | M1                                    | M2                                    | M3                                    | M4                                    | M5                                    |
|  |                             |                             |                             |                             |                             |                             |                             |                             |                             |                             |  |  |  |                                       |                                       |                                       |                                       |                                       |                                       |                                       |                                       |
|  | Mecze 1. pary o miejsca 5-8 |                             |                             |                             |                             |                             |                             |                             |                             |                             |  |  |  |                                       |                                       |                                       |                                       |                                       |                                       |                                       |                                       |
|  | 5                           | GKS Tychy                   | 4                           | 1                           | 5                           | 4                           | 2                           | 11                          |                             |                             |  |  |  |                                       |                                       |                                       |                                       |                                       |                                       |                                       |                                       |
|  | 8                           | MMKS Podhale Nowy Targ      | 1                           | 0                           | 2                           | 1                           | 4                           | 2                           |                             |                             |  |  |  | Rywalizacja o 5. miejsce              | Rywalizacja o 5. miejsce              | Rywalizacja o 5. miejsce              | Rywalizacja o 5. miejsce              | Rywalizacja o 5. miejsce              | Rywalizacja o 5. miejsce              | Rywalizacja o 5. miejsce              | Rywalizacja o 5. miejsce              |
|  |                             |                             |                             |                             |                             |                             |                             |                             |                             |                             |  |  |  | 5                                     | GKS Tychy                             | 2                                     | 8                                     | 2                                     |                                       |                                       |                                       |
|  | Mecze 2. pary o miejsca 5-8 | Mecze 2. pary o miejsca 5-8 | Mecze 2. pary o miejsca 5-8 | Mecze 2. pary o miejsca 5-8 | Mecze 2. pary o miejsca 5-8 | Mecze 2. pary o miejsca 5-8 | Mecze 2. pary o miejsca 5-8 | Mecze 2. pary o miejsca 5-8 | Mecze 2. pary o miejsca 5-8 | Mecze 2. pary o miejsca 5-8 |  |  |  | 6                                     | Zagłębie Sosnowiec                    | 1                                     | 1                                     | 0                                     |                                       |                                       |                                       |
|  | 6                           | Zagłębie Sosnowiec          | 4                           | 5                           | 1                           | 4                           | 5                           | 3                           | 5                           | 5                           |  |  |  |                                       |                                       |                                       |                                       |                                       |                                       |                                       |                                       |
|  | 7                           | Nesta Karawela Toruń        | 3                           | 0                           | 4                           | 1                           | 7                           | 6                           | 2                           | 1                           |  |  |  | Rywalizacja o 7. miejsce (utrzymanie) | Rywalizacja o 7. miejsce (utrzymanie) | Rywalizacja o 7. miejsce (utrzymanie) | Rywalizacja o 7. miejsce (utrzymanie) | Rywalizacja o 7. miejsce (utrzymanie) | Rywalizacja o 7. miejsce (utrzymanie) | Rywalizacja o 7. miejsce (utrzymanie) | Rywalizacja o 7. miejsce (utrzymanie) |
|  |                             |                             |                             |                             |                             |                             |                             |                             |                             |                             |  |  |  | 7                                     | Nesta Karawela Toruń                  | 4                                     | 2                                     | 3                                     | 3                                     | 4                                     | 7                                     |
|  |                             |                             |                             |                             |                             |                             |                             |                             |                             |                             |  |  |  | 8                                     | MMKS Podhale Nowy Targ                | 1                                     | 1                                     | 4                                     | 1                                     | 2                                     | 3                                     |

### Rywalizacja o medale
W fazie play-off uczestniczyły drużyny, które po fazie zasadniczej zajęły miejsca od 1 do 8. O tytuł Mistrza Polski rywalizowały zespoły, które w rundzie zasadniczej zajęły miejsca 1-4, natomiast o utrzymanie w lidze drużyny, które zajęły miejsca 5-8. Rywalizacja o miejsce 1-4 toczyła się do 4 zwycięstw. W porównaniu do poprzednich sezonów nie obowiązywała zasada tzw. "bonusów". Faza play-off trwa od 19 lutego do 19 marca 2012 (nowe terminy ustalono w styczniu 2012).
Terminy półfinałów: 19.02, 21.02, 22.02, 25.02 i ewentualnie 26.02, 1.03, 3.03.2012 (gospodarzem pierwszego, czwartego, piątego i siódmego spotkania była drużyna, która zajęła wyższe miejsce w tabeli po fazie zasadniczej).
Terminy finałów i rywalizacji o 3. miejsce: 7.03, 9.03, 10.03, 13.03 i ewentualnie 14.03, 17.03, 19.03.2012 (gospodarzem pierwszego, czwartego, piątego i siódmego spotkania była drużyna, która zdobyła wyższe miejsce w tabeli po fazie zasadniczej).
Zmiana terminów nastąpiła po ogłoszeniu przez prezydenta RP Bronisława Komorowskiego żałoby narodowej obowiązującą w dniach 5 i 6 marca 2012 w związku z katastrofą kolejową pod Szczekocinami z 3 marca 2012. Wskutek tego odwołano wszystkie spotkania II rundy play-off zaplanowane na 6 marca i przełożono na 7 marca 2012.
Mecze półfinałowe oraz spotkania bezpośredniej rywalizacji o medale sędziowało dwóch sędziów głównych (w pozostałych meczach sezonu PLH mecze rozstrzygał jeden arbiter główny na lodzie).
|  | Runda półfinałowa           | Runda półfinałowa           | Runda półfinałowa           | Runda półfinałowa           | Runda półfinałowa           | Runda półfinałowa           | Runda półfinałowa           |  |  |  | Runda finałowa            | Runda finałowa            | Runda finałowa            | Runda finałowa            | Runda finałowa            | Runda finałowa            | Runda finałowa            | Runda finałowa            | Runda finałowa            | Runda finałowa            |
|  |                             |                             |                             |                             |                             |                             |                             |  |  |  |                           |                           |                           |                           |                           |                           |                           |                           |                           |                           |
|  | Nr                          | Nazwa zespołu               | Stan                        | M1                          | M2                          | M3                          | M4                          |  |  |  | Nr                        | Nazwa zespołu             | Stan                      | M1                        | M2                        | M3                        | M4                        | M5                        | M6                        | M7                        |
|  |                             |                             |                             |                             |                             |                             |                             |  |  |  |                           |                           |                           |                           |                           |                           |                           |                           |                           |                           |
|  | Mecze 1. pary o miejsca 1-4 |                             |                             |                             |                             |                             |                             |  |  |  |                           |                           |                           |                           |                           |                           |                           |                           |                           |                           |
|  | 1                           | Ciarko PBS Bank KH Sanok    | 4                           | 4                           | 2                           | 2                           | 4                           |  |  |  |                           |                           |                           |                           |                           |                           |                           |                           |                           |                           |
|  | 4                           | JKH GKS Jastrzębie          | 0                           | 3                           | 1                           | 0                           | 1                           |  |  |  | Rywalizacja o mistrzostwo | Rywalizacja o mistrzostwo | Rywalizacja o mistrzostwo | Rywalizacja o mistrzostwo | Rywalizacja o mistrzostwo | Rywalizacja o mistrzostwo | Rywalizacja o mistrzostwo | Rywalizacja o mistrzostwo | Rywalizacja o mistrzostwo | Rywalizacja o mistrzostwo |
|  |                             |                             |                             |                             |                             |                             |                             |  |  |  | 1                         | Ciarko PBS Bank KH Sanok  | 4                         | 3                         | 2                         | 3                         | 4                         | 5                         |                           |                           |
|  | Mecze 2. pary o miejsca 1-4 | Mecze 2. pary o miejsca 1-4 | Mecze 2. pary o miejsca 1-4 | Mecze 2. pary o miejsca 1-4 | Mecze 2. pary o miejsca 1-4 | Mecze 2. pary o miejsca 1-4 | Mecze 2. pary o miejsca 1-4 |  |  |  | 2                         | ComArch Cracovia          | 1                         | 2                         | 5                         | 2                         | 2                         | 1                         |                           |                           |
|  | 2                           | ComArch Cracovia            | 4                           | 3                           | 5                           | 5                           | 5                           |  |  |  |                           |                           |                           |                           |                           |                           |                           |                           |                           |                           |
|  | 3                           | Aksam Unia Oświęcim         | 0                           | 2                           | 2                           | 4                           | 3                           |  |  |  | Rywalizacja o 3. miejsce  | Rywalizacja o 3. miejsce  | Rywalizacja o 3. miejsce  | Rywalizacja o 3. miejsce  | Rywalizacja o 3. miejsce  | Rywalizacja o 3. miejsce  | Rywalizacja o 3. miejsce  | Rywalizacja o 3. miejsce  | Rywalizacja o 3. miejsce  | Rywalizacja o 3. miejsce  |
|  |                             |                             |                             |                             |                             |                             |                             |  |  |  | 3                         | Aksam Unia Oświęcim       | 4                         | 3                         | 3                         | 1                         | 5                         | 2                         | 4                         | 3                         |
|  |                             |                             |                             |                             |                             |                             |                             |  |  |  | 4                         | JKH GKS Jastrzębie        | 3                         | 4                         | 0                         | 5                         | 2                         | 3                         | 3                         | 2                         |

### Finał
| 7 marca 2012 | Ciarko PBS Bank KH Sanok | 3:2 d. | ComArch Cracovia | Arena Sanok, Sanok |

| Szczegóły      | Szczegóły                                                                      | Szczegóły               | Szczegóły                                         | Szczegóły                                                                     |
| -------------- | ------------------------------------------------------------------------------ | ----------------------- | ------------------------------------------------- | ----------------------------------------------------------------------------- |
| Godzina: 20:00 | Martin Vozdecký (EQ) 02:22 Marcin Kolusz (EQ) 52:00 Martin Vozdecký (EQ) 60:58 | (1:1, 0:0, 1:1, d. 1:0) | 03:35 (EQ) David Kostuch 52:25 (EQ) Paweł Kosidło | Widzów: 3 500 Sędzia główny: Maciej Pachucki Sędziowie liniowi: Tomasz Radzik |
| Godzina: 20:00 | 4 min. kar                                                                     |                         | 8 min. kar                                        | Widzów: 3 500 Sędzia główny: Maciej Pachucki Sędziowie liniowi: Tomasz Radzik |

| 9 marca 2012 | ComArch Cracovia | 5:2 | Ciarko PBS Bank KH Sanok | Lodowisko im. "Rocha", Kraków |

| Szczegóły      | Szczegóły | Szczegóły       | Szczegóły                                                     | Szczegóły                                                                                  |
| -------------- | --- | --------------- | ------------------------------------------------------------- | ------------------------------------------------------------------------------------------ |
| Godzina: 20:00 | David Kostuch (PP) 01:20 Rafał Martynowski (PP) 29:24 Michał Piotrowski (EQ) 38:00 David Kostuch (EQ) 43:03 Leszek Laszkiewicz (PP) 46:35 | (1:2, 2:0, 2:0) | 03:27 (PENS) Krystian Dziubiński 15:55 (EQ) Marek Strzyżowski | Widzów: 2 120 Sędzia główny: Grzegorz Dzięciołowski Sędziowie liniowi: Włodzimierz Marczuk |
| Godzina: 20:00 | 6 min. kar |                 | 12 min. kar                                                   | Widzów: 2 120 Sędzia główny: Grzegorz Dzięciołowski Sędziowie liniowi: Włodzimierz Marczuk |

| 10 marca 2012 | ComArch Cracovia | 2:3 | Ciarko PBS Bank KH Sanok | Lodowisko im. "Rocha", Kraków |

| Szczegóły      | Szczegóły                                            | Szczegóły       | Szczegóły                                                                           | Szczegóły                                                                      |
| -------------- | ---------------------------------------------------- | --------------- | ----------------------------------------------------------------------------------- | ------------------------------------------------------------------------------ |
| Godzina: 19:30 | David Kostuch (EQ) 32:08 Aron Chmielewski (EQ) 38:13 | (0:0, 2:1, 0:2) | 31:38 (EQ) Krystian Dziubiński 47:44 (EQ) Martin Vozdecký 55:23 (PP) Sławomir Krzak | Widzów: 2 500 Sędzia główny: Paweł Meszyński Sędziowie liniowi: Zbigniew Wolas |
| Godzina: 19:30 | 10 min. kar                                          |                 | 8 min. kar                                                                          | Widzów: 2 500 Sędzia główny: Paweł Meszyński Sędziowie liniowi: Zbigniew Wolas |

| 13 marca 2012 | Ciarko PBS Bank KH Sanok | 4:2 | ComArch Cracovia | Arena Sanok, Sanok |

| Szczegóły      | Szczegóły                                                                                             | Szczegóły       | Szczegóły                                       | Szczegóły                                                                    |
| -------------- | --- | --------------- | ----------------------------------------------- | ---------------------------------------------------------------------------- |
| Godzina: 18:00 | Dariusz Gruszka (EQ) 03:54 Josef Vítek (EQ) 31:53 Tomasz Malasiński (EQ) 35:28 Josef Vítek (PP) 40:42 | (1:1, 2:1, 1:0) | 07:01 (EQ) Petr Dvořák 27:15 (EQ) Damian Słaboń | Widzów: 3 500 Sędzia główny: Jacek Rokicki Sędziowie liniowi: Zbigniew Wolas |
| Godzina: 18:00 | 16 min. kar                                                                                           |                 | 20 min. kar                                     | Widzów: 3 500 Sędzia główny: Jacek Rokicki Sędziowie liniowi: Zbigniew Wolas |

| 14 marca 2012 | Ciarko PBS Bank KH Sanok | 5:1 | ComArch Cracovia | Arena Sanok, Sanok |

| Szczegóły      | Szczegóły | Szczegóły       | Szczegóły                     | Szczegóły                                                                     |
| -------------- | --- | --------------- | ----------------------------- | ----------------------------------------------------------------------------- |
| Godzina: 18:00 | Ivo Kotaška 03:14 (EQ) Josef Vítek 35:16 (EQ) Josef Vítek 41:07 (EQ) Krystian Dziubiński 48:15 (PP) Marcin Kolusz 53:07 (EQ) | (1:0, 1:1, 3:0) | 21:20 (EQ) Leszek Laszkiewicz | Widzów: 3 500 Sędzia główny: Przemysław Kępa Sędziowie liniowi: Tomasz Radzik |
| Godzina: 18:00 | 20 min. kar |                 | 16 min. kar                   | Widzów: 3 500 Sędzia główny: Przemysław Kępa Sędziowie liniowi: Tomasz Radzik |

### Skład triumfatorów
Skład zdobywcy mistrzostwa Polski – drużyny Ciarko PBS Bank KH Sanok – w sezonie 2011/12:
| Sztab szkoleniowy: - Marek Ziętara – I trener - Marek Milý – trener bramkarzy Bramkarze: - Daniel Kachniarz - Bartosz Maza - Przemysław Odrobny |  | Obrońcy: - Łukasz Bułanowski - Paweł Dronia - Roman Guričan - Ivo Kotaška - Zoltán Kubát - Dawid Maciejewski - Pavel Mojžíš - Bogusław Rąpała - Paweł Skrzypkowski |  | Napastnicy: - Marcin Biały - Krystian Dziubiński - Dariusz Gruszka - Marcin Kolusz - Sławomir Krzak - Tomasz Malasiński - Maciej Mermer (kapitan) - Wojciech Milan - Michał Radwański - Marek Strzyżowski - Josef Vítek - Martin Vozdecký - Mateusz Wilusz - Krzysztof Zapała |

### Galeria

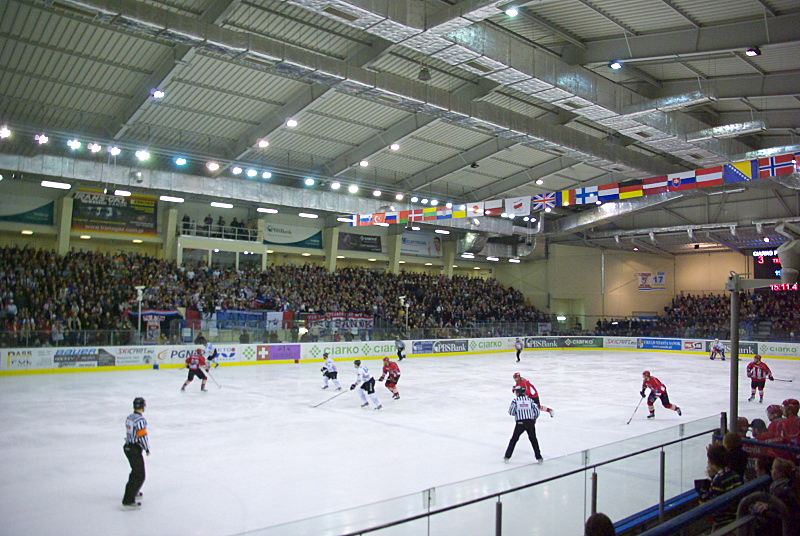
Arena Sanok podczas ostatniego meczu finałów
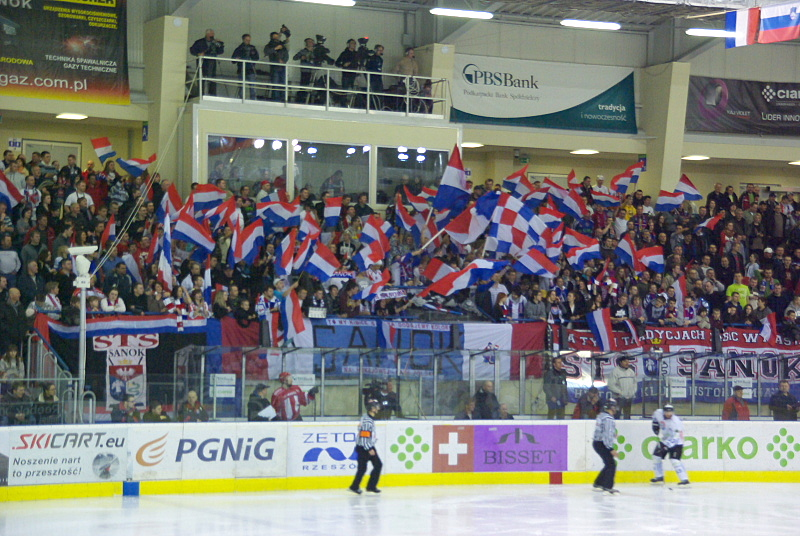
Sanoccy kibice
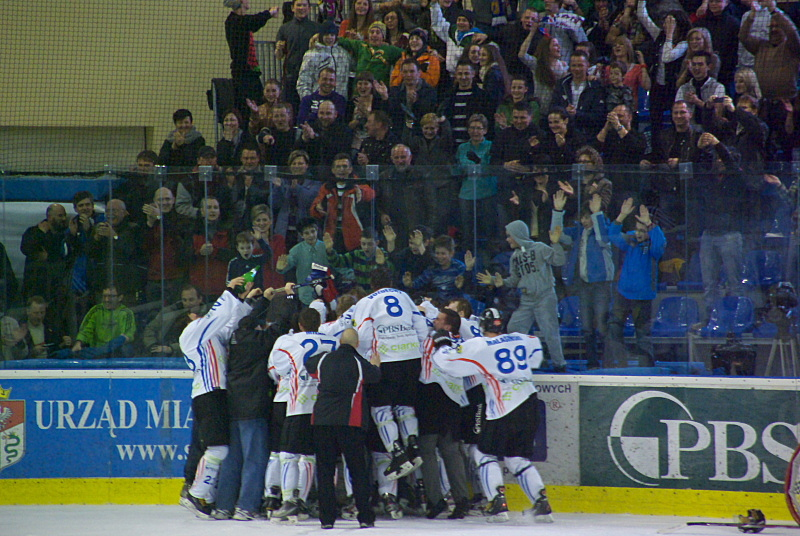
Radość drużyny sanockiej tuż po zakończeniu ostatniego meczu
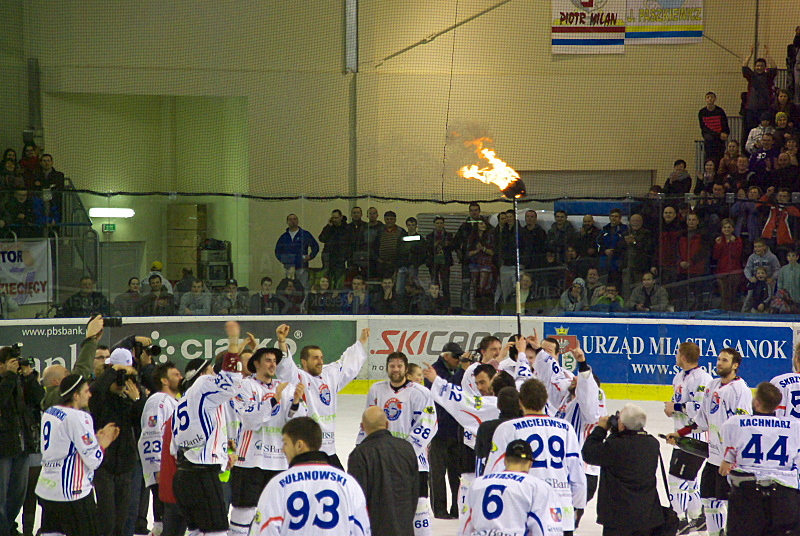
Tradycyjne spalenie na kiju czapki trenera zdobywcy Mistrza Polski
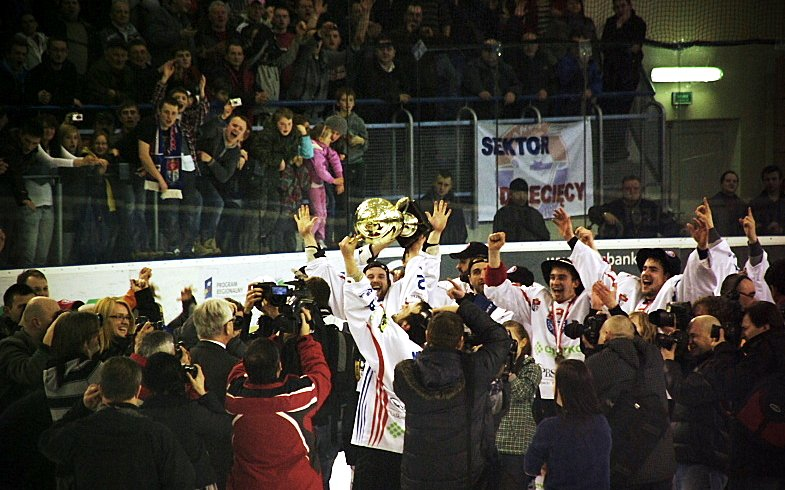
Trofeum Mistrza Polski w rękach kapitana drużyny, Macieja Mermera
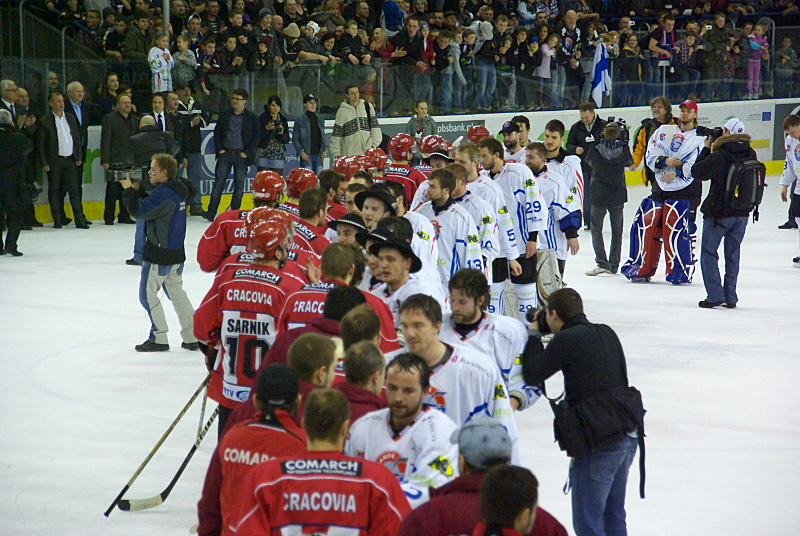
Uściśnięcie dłoni przez drużyny po ostatnim meczu

## Końcowa kolejność
| Lp. | Drużyna                  | Uwagi                                                                        |
| --- | ------------------------ | ---------------------------------------------------------------------------- |
| 1.  | Ciarko PBS Bank KH Sanok | Zdobywca Pucharu Polski 2011/2012 Awans do Pucharu Kontynentalnego 2012/2013 |
| 2.  | ComArch Cracovia         |                                                                              |
| 3.  | Aksam Unia Oświęcim      |                                                                              |
| 4.  | JKH GKS Jastrzębie       |                                                                              |
| 5.  | GKS Tychy                |                                                                              |
| 6.  | Zagłębie Sosnowiec       |                                                                              |
| 7.  | Nesta Karawela Toruń     |                                                                              |
| 8.  | MMKS Podhale Nowy Targ   | Degradacja do I ligi                                                         |